# Archuleta megye
Archuleta megye az Amerikai Egyesült Államokban, azon belül Colorado államban található. Megyeszékhelye és legnagyobb városa Pagosa Springs. Lakosainak száma 13 359 fő (2020. április 1.). Archuleta megye Mineral, Rio Grande, Conejos, Rio Arriba, San Juan, La Plata és Hinsdale megyékkel határos.

## Népesség
A megye népességének változása:
| Lakosok száma | 12 065 | 12 015 | 12 103 | 12 194 | 12 352 | 13 359 |
|               | 2010   | 2011   | 2012   | 2013   | 2015   | 2020   |